# العلاقات البلغارية الليختنشتانية
العلاقات البلغارية الليختنشتانية هي العلاقات الثنائية التي تجمع بين بلغاريا وليختنشتاين.

## مقارنة بين البلدين
هذه مقارنة عامة ومرجعية للدولتين:
| وجه المقارنة                                              | بلغاريا                                                                             | ليختنشتاين                                 |
| --------------------------------------------------------- | ----------------------------------------------------------------------------------- | ------------------------------------------ |
| المساحة (كم2)                                             | 110.99 ألف                                                                          | 16                                         |
| عدد السكان (نسمة)                                         | 7.08 مليون                                                                          | 37.47 ألف                                  |
| الكثافة السكانية (ن./كم²)                                 | 63.79                                                                               | 234.19 ألف                                 |
| العاصمة                                                   | صوفيا                                                                               | فادوتس                                     |
| اللغة الرسمية                                             | اللغة البلغارية                                                                     | اللغة الألمانية                            |
| العملة                                                    | ليف بلغاري                                                                          | فرنك سويسري                                |
| الناتج المحلي الإجمالي (بليون دولار)                      | 56.83 مليار                                                                         | 6.29 مليار                                 |
| الناتج المحلي الإجمالي (تعادل القوة الشرائية) بليون دولار | 130.99 مليار                                                                        |                                            |
| الناتج المحلي الإجمالي الاسمي للفرد دولار أمريكي          | 8.03 ألف                                                                            |                                            |
| الناتج المحلي الإجمالي للفرد دولار أمريكي                 | 17.21 ألف                                                                           |                                            |
| مؤشر التنمية البشرية                                      | 0.782                                                                               | 0.908                                      |
| رمز المكالمات الدولي                                      | +359                                                                                | +423                                       |
| رمز الإنترنت                                              | .bg، .бг ‏                                                                           | .li                                        |
| المنطقة الزمنية                                           | ت ع م+02:00، ت ع م+03:00، أوروبا/صوفيا ‏، توقيت شرق أوروبا، توقيت شرق أوروبا الصيفي ‏ | توقيت وسط أوروبا، ت ع م+01:00، ت ع م+02:00 |

## منظمات دولية مشتركة
يشترك البلدان في عضوية مجموعة من المنظمات الدولية، منها:
| علم المنظمة | اسم المنظمة                    | تاريخ انضمام بلغاريا | تاريخ انضمام ليختنشتاين |
| ----------- | ------------------------------ | -------------------- | ----------------------- |
|             | الاتحاد البريدي العالمي        | ?                    | ?                       |
|             | منظمة حظر الأسلحة الكيميائية   | ?                    | ?                       |
|             | منظمة التجارة العالمية         | 1 ديسمبر 1996        | ?                       |
|             | الأمم المتحدة                  | 14 ديسمبر 1955       | 18 سبتمبر 1990          |
|             | منظمة الشرطة الجنائية الدولية  | ?                    | ?                       |
|             | الاتحاد الدولي للاتصالات       | 18 سبتمبر 1880       | 25 يوليو 1963           |
|             | مجلس أوروبا                    | 7 مايو 1992          | ?                       |
|             | منظمة الأمن والتعاون في أوروبا | 25 يونيو 1973        | 25 يونيو 1973           |

## وصلات خارجية
- موقع وزارة الخارجية البلغارية